# Labastide-Chalosse
Pour les articles homonymes, voir Labastide.
Labastide-Chalosse est une commune du Sud-Ouest de la France, située dans le département des Landes (région Nouvelle-Aquitaine).
Le village se trouve sur la voie de Vézelay du chemin de Compostelle.
Les habitants sont appelés Labastidiens et Labastidiennes.

## Géographie

### Localisation
Bastide située dans la Chalosse.

### Communes limitrophes
Les communes limitrophes sont  Argelos, Hagetmau, Lacrabe et Momuy.
|       | Hagetmau           |         |
| Momuy | Labastide-Chalosse | Lacrabe |
|       | Argelos            |         |

### Climat
Pour des articles plus généraux, voir Climat de la Nouvelle-Aquitaine et Climat des Landes.
Historiquement, la commune est exposée à un climat montagnard.  
En 2020, Météo-France publie une typologie des climats de la France métropolitaine dans laquelle la commune est exposée à un climat océanique et est dans une zone de transition entre les régions climatiques « Aquitaine, Gascogne » et « Pyrénées atlantiques »0.
Pour la période 1971-2000, la température annuelle moyenne est de 13,5 °C, avec une amplitude thermique annuelle de 14,3 °C. Le cumul annuel moyen de précipitations est de 1 140 mm, avec 11,9 jours de précipitations en janvier et 7,6 jours en juillet. Pour la période 1991-2020, la température moyenne annuelle observée sur la station météorologique la plus proche, située sur la commune d'Urgons à 14 km à vol d'oiseau, est de 14,0 °C et le cumul annuel moyen de précipitations est de 1 009,4 mm,. Pour l'avenir, les paramètres climatiques de la commune estimés pour 2050 selon différents scénarios d’émission de gaz à effet de serre sont consultables sur un site dédié publié par Météo-France en novembre 2022.

## Urbanisme

### Typologie
Au 1er janvier 2024, Labastide-Chalosse est catégorisée commune rurale à habitat dispersé, selon la nouvelle grille communale de densité à sept niveaux définie par l'Insee en 2022.
Elle est située hors unité urbaine. Par ailleurs la commune fait partie de l'aire d'attraction d'Hagetmau, dont elle est une commune de la couronne,. Cette aire, qui regroupe 16 communes, est catégorisée dans les aires de moins de 50 000 habitants,.

### Occupation des sols

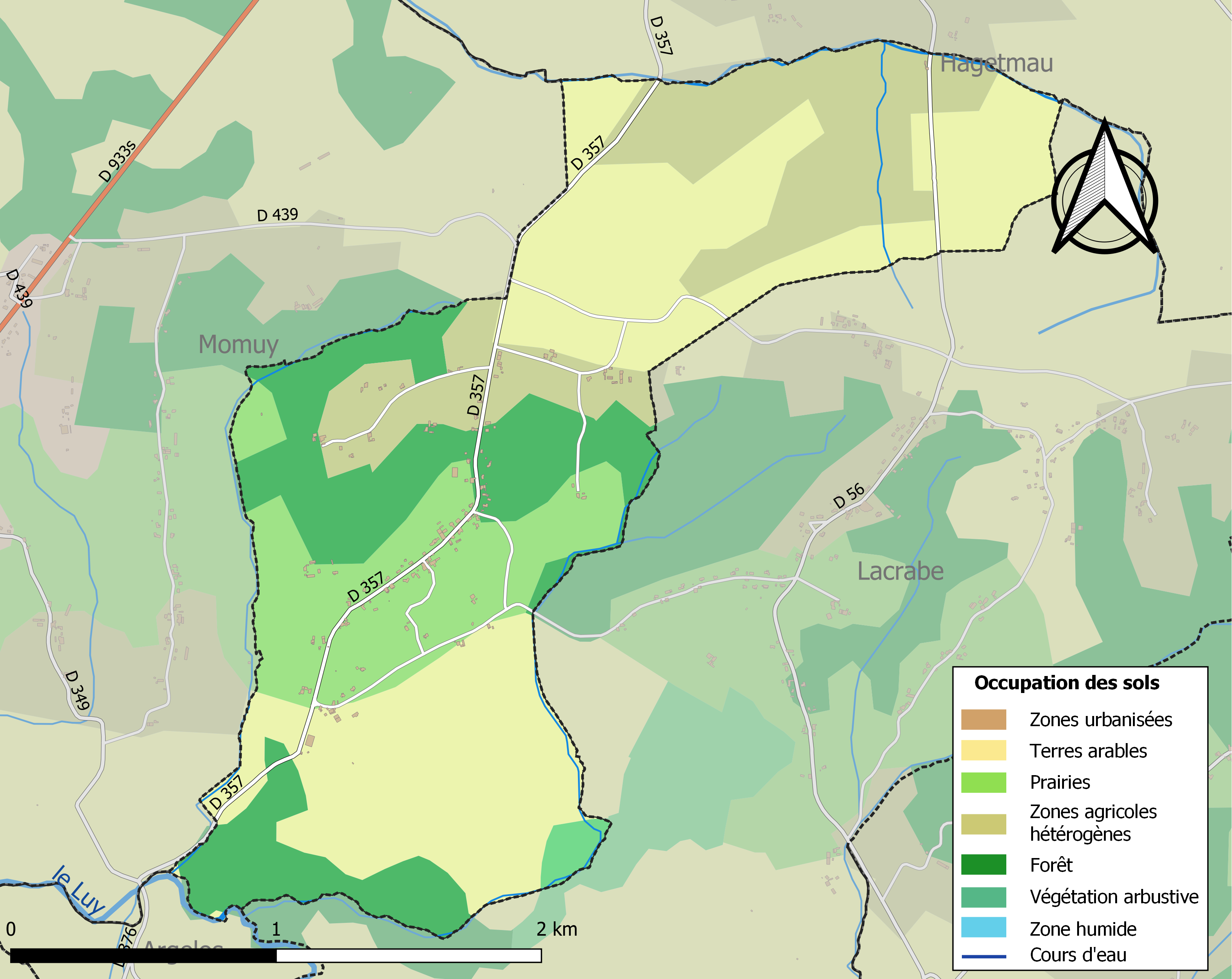
Carte des infrastructures et de l'occupation des sols de la commune en 2018 (CLC).

L'occupation des sols de la commune, telle qu'elle ressort de la base de données européenne d’occupation biophysique des sols Corine Land Cover (CLC), est marquée par l'importance des territoires agricoles (79,2 % en 2018), une proportion identique à celle de 1990 (79,2 %). La répartition détaillée en 2018 est la suivante : 
terres arables (41,6 %), zones agricoles hétérogènes (21,9 %), forêts (20 %), prairies (15,7 %), milieux à végétation arbustive et/ou herbacée (0,8 %). L'évolution de l’occupation des sols de la commune et de ses infrastructures peut être observée sur les différentes représentations cartographiques du territoire : la carte de Cassini (XVIIIe siècle), la carte d'état-major (1820-1866) et les cartes ou photos aériennes de l'IGN pour la période actuelle (1950 à aujourd'hui).

### Risques majeurs
Le territoire de la commune de Labastide-Chalosse est vulnérable à différents aléas naturels : météorologiques (tempête, orage, neige, grand froid, canicule ou sécheresse), inondations, mouvements de terrains et séisme (sismicité modérée). Un site publié par le BRGM permet d'évaluer simplement et rapidement les risques d'un bien localisé soit par son adresse soit par le numéro de sa parcelle.
Certaines parties du territoire communal sont susceptibles d’être affectées par le risque d’inondation par débordement de cours d'eau, notamment le Luy. La commune a été reconnue en état de catastrophe naturelle au titre des dommages causés par les inondations et coulées de boue survenues en 1999 et 2009,.
Les mouvements de terrains susceptibles de se produire sur la commune sont des tassements différentiels.

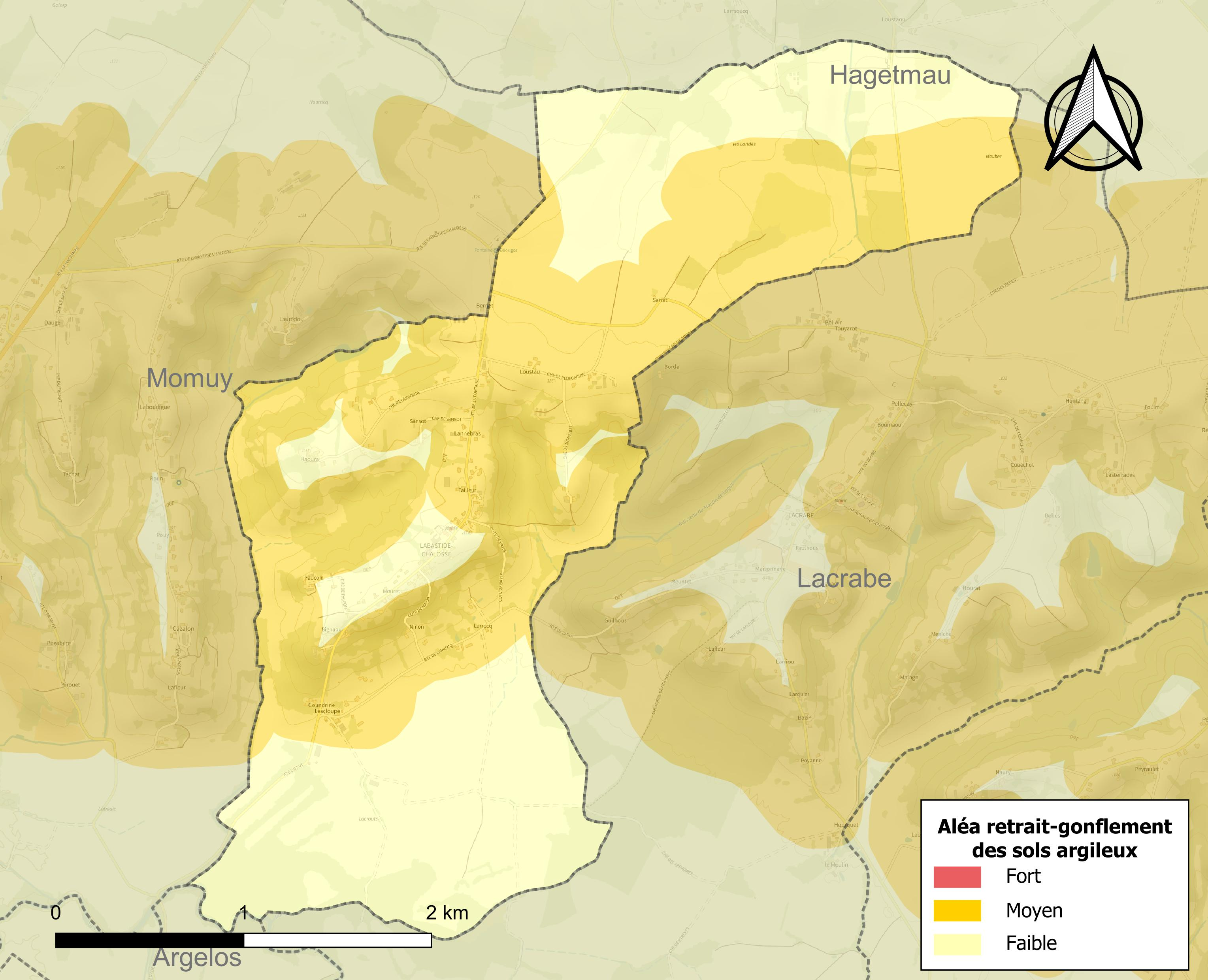
Carte des zones d'aléa retrait-gonflement des sols argileux de Labastide-Chalosse.

Le retrait-gonflement des sols argileux est susceptible d'engendrer des dommages importants aux bâtiments en cas d’alternance de périodes de sécheresse et de pluie. 56,8 % de la superficie communale est en aléa moyen ou fort (19,2 % au niveau départemental et 48,5 % au niveau national). Sur les 77 bâtiments dénombrés sur la commune en 2019,  51 sont en aléa moyen ou fort, soit 66 %, à comparer aux 17 % au niveau départemental et 54 % au niveau national. Une cartographie de l'exposition du territoire national au retrait gonflement des sols argileux est disponible sur le site du BRGM,.
Concernant les mouvements de terrains, la commune a été reconnue en état de catastrophe naturelle au titre des dommages causés par des mouvements de terrain en 1999.

## Histoire
L'ancien nom de la commune est Labastide-de-Pont-la-Reine, nom qu'elle a porté jusqu'en 1792. Ce nom vient d'une bastide dite de Pont-la-Reine implantée par le roi Édouard III d'Angleterre en 1342 sur la commune, à la frontière sud de son duché d'Aquitaine sur la rive nord du Luy de France.
La bastide a été totalement saccagée et détruite durant les guerres de Religion vers 1560. Son existence n'est décelable qu'en vue aérienne.
Il faut signaler que cette bastide se trouvait sur le chemin de Puenta la Reina, en Espagne, passage obligé des pèlerins se rendant à Saint-Jacques-de-Compostelle par la voie de Vézelay.
Une borne portant une coquille symbolisant le chemin de Saint-Jacques a été implantée sur le lieu.

## Politique et administration
| Période                                  | Période  | Identité        | Étiquette | Qualité           |
| ---------------------------------------- | -------- | --------------- | --------- | ----------------- |
| mars 2001                                | 2014     | Michel Bernadet |           | Chauffeur         |
| mars 2014                                | En cours | Roland Brisé    |           | Agent de maitrise |
| Les données manquantes sont à compléter. |          |                 |           |                   |

## Démographie
L'évolution du nombre d'habitants est connue à travers les recensements de la population effectués dans la commune depuis 1793. Pour les communes de moins de 10 000 habitants, une enquête de recensement portant sur toute la population est réalisée tous les cinq ans, les populations de référence des années intermédiaires étant quant à elles estimées par interpolation ou extrapolation. Pour la commune, le premier recensement exhaustif entrant dans le cadre du nouveau dispositif a été réalisé en 2005.

En 2022, la commune comptait 168 habitants, en évolution de +12,75 % par rapport à 2016 (Landes : +5,78 %, France hors Mayotte : +2,11 %).
| 1793 | 1800 | 1806 | 1821 | 1831 | 1836 | 1841 | 1846 | 1851 |
| ---- | ---- | ---- | ---- | ---- | ---- | ---- | ---- | ---- |
| 217  | 217  | 216  | 283  | 248  | 274  | 266  | 258  | 240  |

| 1856 | 1861 | 1866 | 1872 | 1876 | 1881 | 1886 | 1891 | 1896 |
| ---- | ---- | ---- | ---- | ---- | ---- | ---- | ---- | ---- |
| 236  | 247  | 245  | 215  | 230  | 213  | 211  | 201  | 192  |

| 1901 | 1906 | 1911 | 1921 | 1926 | 1931 | 1936 | 1946 | 1954 |
| ---- | ---- | ---- | ---- | ---- | ---- | ---- | ---- | ---- |
| 199  | 216  | 221  | 220  | 190  | 200  | 185  | 175  | 173  |

| 1962 | 1968 | 1975 | 1982 | 1990 | 1999 | 2005 | 2006 | 2010 |
| ---- | ---- | ---- | ---- | ---- | ---- | ---- | ---- | ---- |
| 155  | 135  | 130  | 138  | 138  | 117  | 123  | 122  | 135  |

| 2015 | 2020 | 2022 | - | - | - | - | - | - |
| ---- | ---- | ---- | - | - | - | - | - | - |
| 150  | 160  | 168  | - | - | - | - | - | - |

## Culture locale et patrimoine

### Lieux et monuments
- Église Saint-Vincent de Labastide-Chalosse.

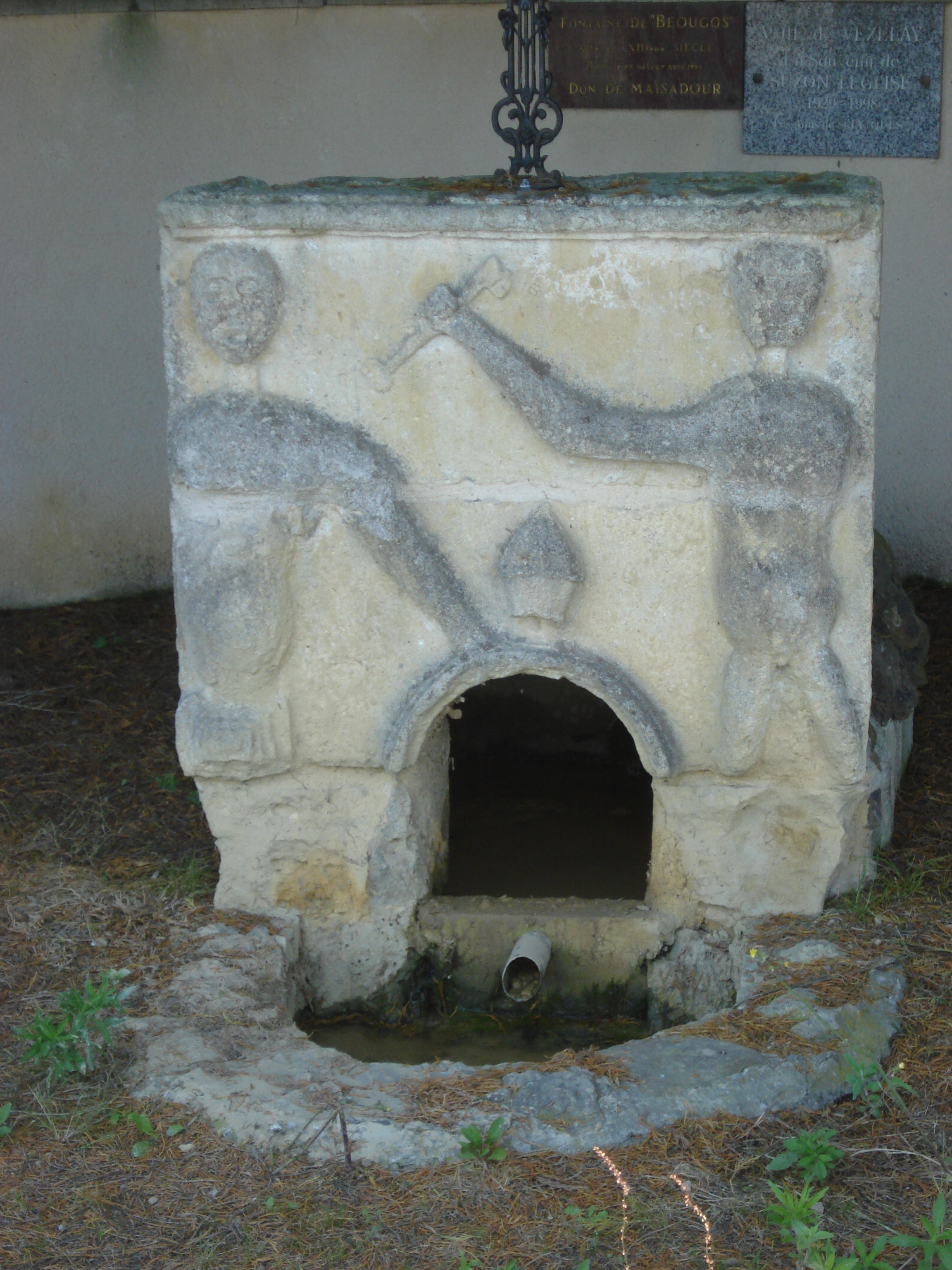
Fontaine romane sur le chemin de Saint-Jacques-de-Compostelle.
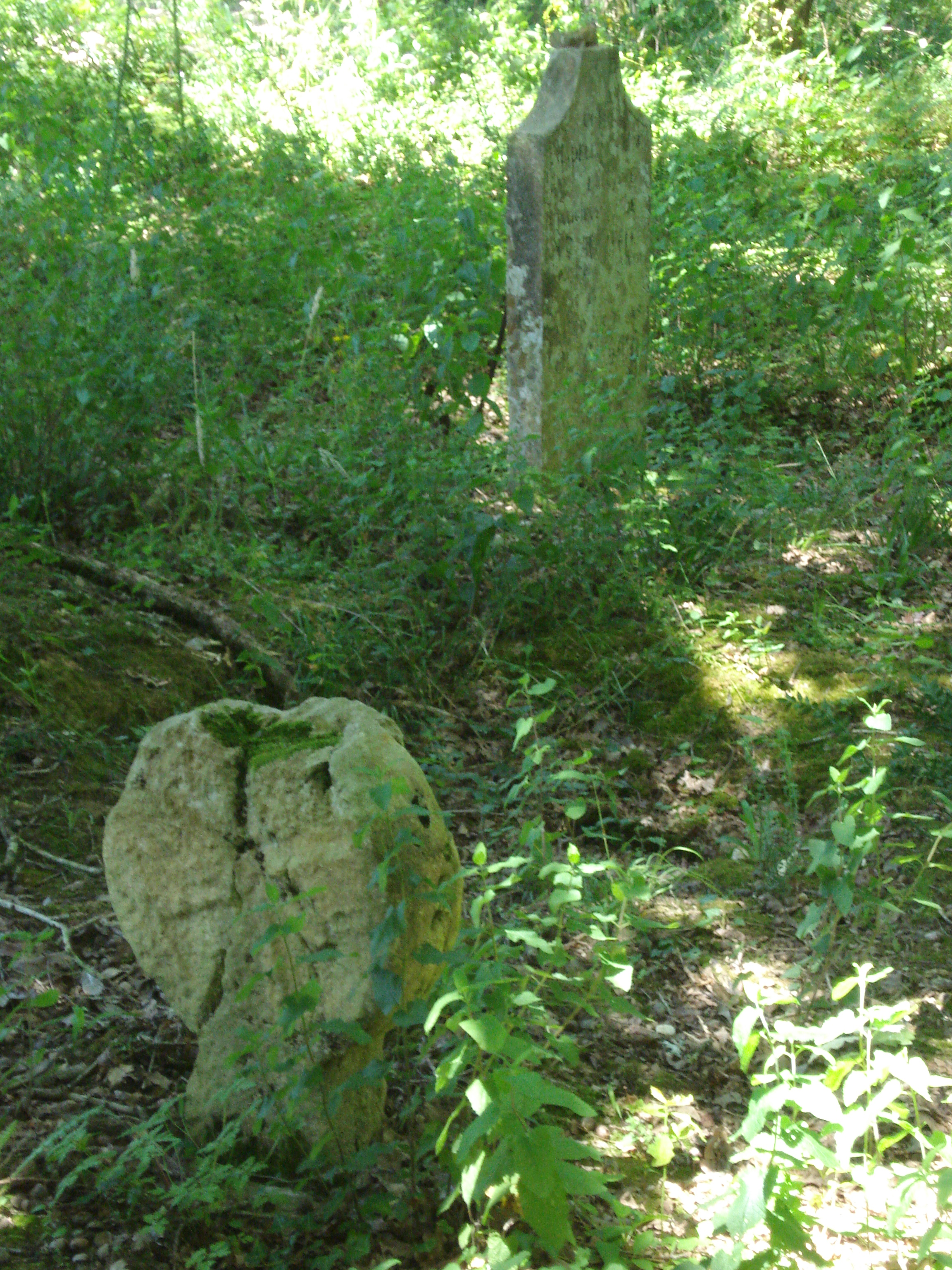
Cimetière bastide disparue de Pont-la-Reine.
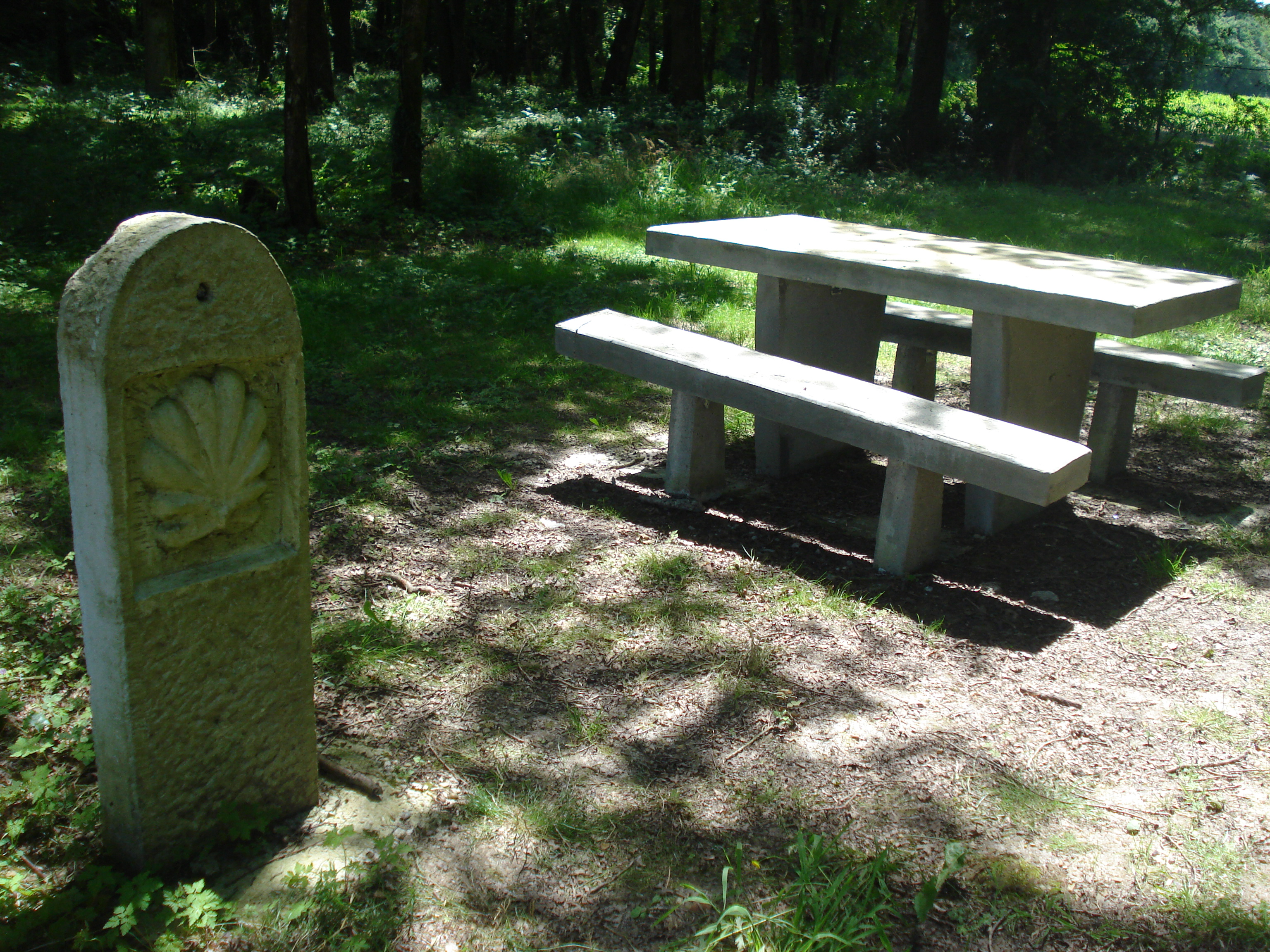
Coquille-balise à la bastide disparue de Pont-la-Reine.